# FIFA 16

Logo herní série FIFA

FIFA 16 je počítačová hra vyvinutá společností EA Canada a publikovaná EA Sports pro Microsoft Windows, PlayStation 3, PlayStation 4, Xbox 360, Xbox One, Android a iOS.
Hra je první v FIFA sérii, ve které lze hrát za ženský tým. Je také první, ve které hráči na obálkách byli vybráni hlasováním, včetně prvních žen, které se objeví na obálce. Martin Tyler a Alan Smith jsou komentátoři ve hře. Mezinárodní zápasy komentují Clive Tyldesley a Andy Townsend.
Zatímco hra obdržela od kritiků vesměs pozitivní recenze, hráči ji ohodnotili jako jednu z nejhorších FIFA her všech dob. Kvůli odsouzení na 6 let vězení byl odstraněn ze hry anglický fotbalista Adam Johnson.

## Novinky
FIFA 16 obsahuje ženské reprezentace následujících 12 zemí: Austrálie, Brazílie, Kanada, Čína, Anglie, Francie, Německo, Itálie, Mexiko, Španělsko, Švédsko a Spojené státy. Chybí finalista MS 2015 Japonsko, jehož federace má smlouvu s konkurenční herní společností Konami (výrobce konkurenční herní série Pro Evolution Soccer). V době prvního vydání, k dispozici jsou tři režimy pro ženské týmy – offline přátelské zápasy (Match Day), on-line přátelské zápasy a Mistrovství světa žen ve fotbale.
Hra obsahuje 78 stadionů, včetně padesáti skutečných. Fratton Park, stadion Portsmouthu, byl přidán na počest fanouška Portsmouthu Simona Humbera, kreativního ředitele FIFA série, který zemřel na rakovinu v roce 2015.
Do Kariérního módu byl přidán Training Mode, který umožní hráči rozvoj fotbalistů v týmu, kteří nehrají. Je v podobě dovednostních her. Funkce byla poprvé přidána do série v EA Sports World Cup 2014. To umožňuje hráči zlepšovat konkrétní schopnosti. Tímto se také zlepšuje hodnota hráče.
Vylepšení byla provedena také ve FIFA Ultimate Team. Byly provedeny změny např. v týmové chemii.

## Hráči na obálce
FIFA 16 je první hra v sérii, kde fanoušci mohli sami vybrat hráče, který bude na obálce hry. V Austrálii, Brazílii, Francii, Japonsku, Latinské Americe, Mexiku, Polsku a Spojeném království byl vybrán Lionel Messi. Fotbalistky Co, Sinclair a Morgan se staly prvními ženami na obalu hry FIFA.